# Żelechlin (gmina)
Żelechlin (od 1953 Żelechlinek) – dawna gmina wiejska istniejąca do 1953 roku w woj. warszawskim, a następnie w woj. łódzkim. Nazwa gminy pochodzi od wsi Żelechlin, lecz siedzibą władz gminy był Żelechlinek.
W okresie międzywojennym gmina Żelechlin należała do powiatu rawskiego w woj. warszawskim. 1 kwietnia 1939 roku gminę wraz z całym powiatem rawskim przeniesiono do woj. łódzkiego.
Po wojnie gmina zachowała przynależność administracyjną. Według stanu z 1 lipca 1952 roku gmina Żelechlin składała się z 30 gromad. 21 września 1953 roku jednostka o nazwie gmina Żelechlin została zniesiona przez przemianowanie na gminę Żelechlinek.